# Ichneumon contemptus
Ichneumon contemptus är en stekelart som beskrevs av Kokujev 1909. Ichneumon contemptus ingår i släktet Ichneumon och familjen brokparasitsteklar. Inga underarter finns listade i Catalogue of Life.